# Constitución Política de la República de Chile de 1980
La Constitución Política de la República de Chile de 1980 es el texto constitucional vigente en Chile. Fue aprobada el 8 de agosto de 1980, durante la dictadura militar del general Augusto Pinochet, y ratificada en un plebiscito sin registros electorales el 11 de septiembre de ese mismo año.Promulgada el 21 de octubre de 1980, entró en vigor de manera transitoria el 11 de marzo de 1981 y plenamente el 11 de marzo de 1990.Desde entonces, ha sido modificada en múltiples ocasiones.
Hasta abril de 2022, la Constitución había sido reformada 63 veces, incluyendo una ley interpretativa del año 1992,con un total de 257 artículos modificados. Fue reformada una vez en 1989, dos veces en 1991, una en 1994, una en 1996, tres veces en 1997, cuatro veces en 1999, dos veces en 2000, una en 2001, una en 2003, una en 2005, dos veces en 2007, una en 2008, cinco veces en 2009, una en 2010, tres veces en 2011, dos veces en 2012, una en 2013, dos veces en 2014, tres veces en 2015, dos veces en 2017, una en 2018, una en 2019, doce veces en 2020, seis veces en 2021, tres veces en 2022, y seis veces en 2023.
Su texto original contenía 120 artículos y 29 disposiciones transitorias. Tras la reforma de 2005, se fijó un texto refundido, coordinado y sistematizado mediante decreto supremo, el cual fue firmado por el presidente Ricardo Lagos y sus ministros de Estado, conteniendo 129 artículos y 20 disposiciones transitorias. A julio de 2022, posee 143 artículos y 51 disposiciones transitorias.
En abril de 2015, la presidenta Michelle Bachelet anunció que en septiembre del mismo año iniciaría un proceso constituyente para la redacción, discusión y eventual aprobación de un proyecto de nueva constitución, que pretendía reemplazar a la Constitución de 1980. Sin embargo, tras terminar su mandato reconoció, acerca de aquel proceso, que «no [lo] logramos concluir a cabalidad».
En noviembre de 2019, como consecuencia de las masivas manifestaciones ciudadanas, se anunció un acuerdo político para generar una eventual nueva Constitución; esto implicó un plebiscito de entrada, que se desarrolló el 25 de octubre de 2020. En dicha consulta, los ciudadanos aprobaron redactar una nueva carta magna que reemplazaría a este texto. A la vez se decidió su redacción mediante una Convención Constitucional, cerrando el proceso con un plebiscito ratificatorio en septiembre de 2022, al ser rechazado su reemplazo. Un nuevo proceso constituyente se inició en 2023, siendo también rechazado en un plebiscito en diciembre de ese año.

## Historia

### Origen de la Constitución
- Wikisource contiene obras originales de Discurso de Augusto Pinochet dando a conocer la Nueva Constitución
.

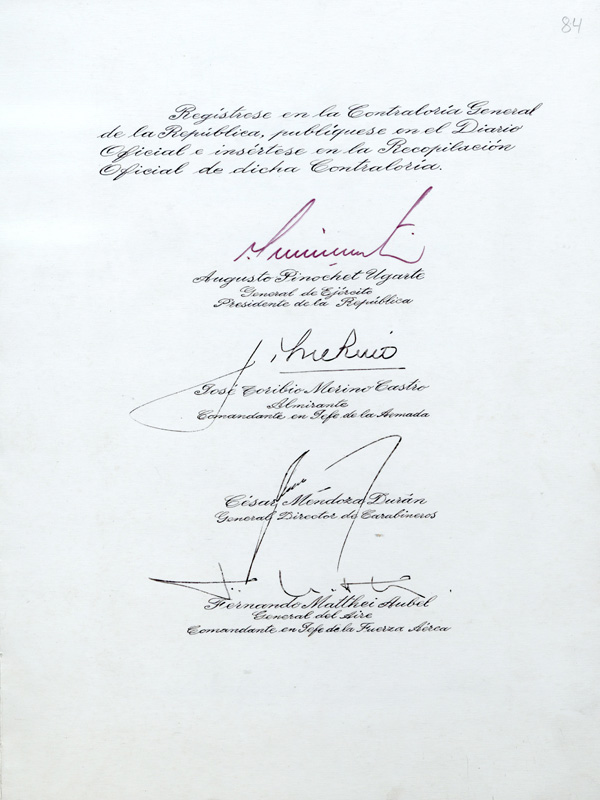
Firmas de Augusto Pinochet y de los miembros de la Junta Militar en el texto original de la Constitución de 1980.

Luego del golpe militar del 11 de septiembre de 1973, no solo fue suspendida la Constitución de 1925, sino que, además, se buscó crear una nueva institucionalidad completamente desde cero. Se designó una «Comisión de Estudios de la Nueva Constitución» (CENC), más conocida como Comisión Ortúzar, a la que se le confirió la labor de crear un anteproyecto de constitución. El Consejo de Estado discutió e introdujo algunas modificaciones al anteproyecto entre 1978 y 1980. Tuvieron aquí alguna participación el expresidente Jorge Alessandri, presidente del Consejo, y Enrique Ortúzar. Con posterioridad a la redacción afinada por dicho cuerpo consultivo, la Junta Militar también le introdujo algunos cambios. 

Convoco a los chilenos mayores de 18 años a un plebiscito para que se pronuncien sobre la aprobación o rechazo del texto constitucional propuesto por la junta de gobierno [...]
Un texto Fundado en la libertad personal en todos sus ámbitos, en la propiedad privada de los medios de producción y en la iniciativa económica particular dentro de un estado subsidiario [...]
Corresponderá ahora a la ciudadanía dar un nuevo y decisivo paso por la senda en que ha venido caminando Chile desde el mismo 11 de septiembre del año 1973.

Al terminar estas palabras, invoco a Dios Todopoderoso para que ilumine a todos los chilenos en esta definición trascendental de nuestra existencia histórica y para que Él continúe guiando esta Nación tan querida, por la ruta libre, grande y soberana que trazaron para ellos los padres de la patria.
Augusto Pinochet, 10 de Agosto de 1980

El texto fue, en definitiva, sometido a consideración de la ciudadanía mediante el plebiscito nacional de 1980,en el que fue aprobado. Dicho plebiscito fue cuestionado por las irregularidades formales de su celebración (entre otros problemas, no existían registros electorales y la oposición se vio impedida de efectuar campaña).La Constitución entró en vigencia el 11 de marzo de 1981, aunque hubo sectores de la ciudadanía que no reconocieron su validez.

### Primeros Años
- Wikisource contiene obras originales de Constitución Política de la República de Chile de 1980 (texto original)
.

Entre 1981 y 1990, de acuerdo a las disposiciones transitorias fijadas por la misma Constitución, la Junta de Gobierno asumió las funciones legislativa y constituyente —esta última sujeta a aprobación plebiscitaria—. Augusto Pinochet asumió el cargo de presidente y, por ende, la función de gobierno y administración del Estado. Los tribunales de justicia continuaron ejerciendo sus funciones como venían haciendo desde el inicio de la dictadura militar.
Finalmente, a fines de los años 1980, un grupo de partidos políticos encabezados por la Democracia Cristiana aceptó participar en la transición establecida en la Constitución, reconociéndola como una realidad jurídica y operando dentro del marco institucional establecido por ella. En 1988, se puso en marcha el mecanismo previsto en la Constitución para la sucesión de Pinochet, mediante una consulta plebiscitaria. Con el plebiscito, la mayoría del país manifestó su rechazo a que Pinochet fuera presidente por otro periodo de ocho años, lo que gatilló la realización de elecciones para elegir a un nuevo Presidente de la República, junto con los miembros del Congreso Nacional, en 1989.
Previo a las elecciones parlamentarias de 1989, la Concertación de Partidos por la Democracia y los partidos de derecha consensuaron un paquete de 54 reformas a la constitución, que fue aprobada en el plebiscito del 30 de julio de 1989. Entre esto y la victoria de la Concertación en la elección presidencial, en el que Patricio Aylwin asumió como presidente de Chile en 1990, la Constitución fue reconocida por todos los sectores políticos y sociales de Chile, con la excepción del Partido Comunista de Chile y otros grupos de izquierda extra-parlamentarios, quienes desde entonces han clamado por su reemplazo total.

### La Constitución en Democracia y Reforma de 2005

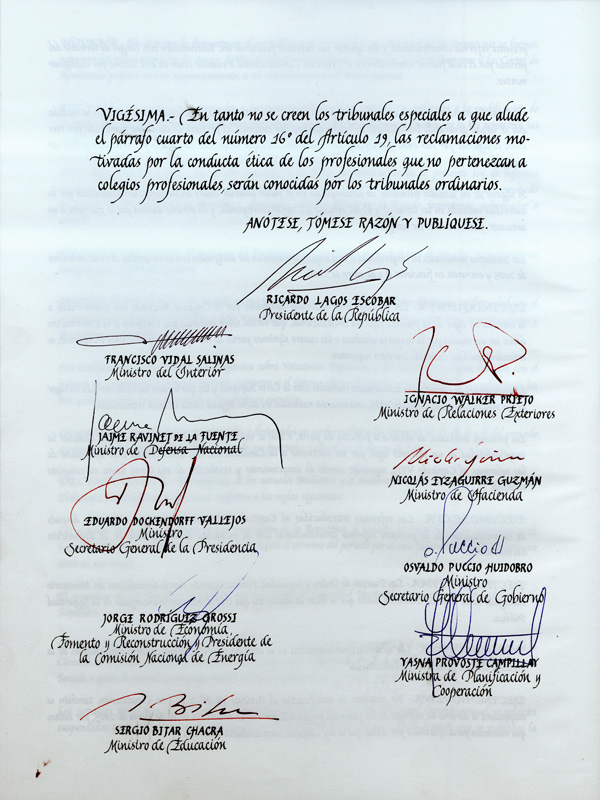
Firmas del Presidente Ricardo Lagos y sus ministros de Estado, en el texto refundido, coordinado y sistematizado de la Constitución de 1980, tras la reforma de 2005.

La legitimidad de la Constitución continuó siendo cuestionada. Han existido peticiones tanto de los representantes de la Concertación como de la izquierda extra-parlamentaria para realizar numerosas modificaciones, algunas de ellas promulgadas con éxito.
Durante los primeros años de los gobiernos de la Concertación, fue prácticamente imposible algún tipo de reforma sustancial debido a la oposición de los sectores de la Alianza por Chile, pero solo durante el gobierno del Presidente Ricardo Lagos se logró llegar a un consenso amplio para eliminar los últimos enclaves antidemocráticos de su texto original, proveniente de la dictadura militar.
Luego de varios años de discusión y de acuerdos entre ambos grupos políticos, el 14 de julio de 2005 se llegó a un acuerdo de reforma en el Senado. Posteriormente, luego de un acuerdo entre el Gobierno y el Congreso, el presidente presentó inmediatamente un veto para poder modificar 27 artículos de las reformas, las que fueron rápidamente aprobadas por ambas cámaras del Congreso. El 16 de agosto de ese año, el Congreso Nacional de Chile en su conjunto, reunido como Congreso Pleno, la ratificó. El resultado de la votación fue de 150 votos a favor, 3 en contra (de los senadores designados Jorge Martínez Busch, Fernando Cordero y Julio Canessa), y una abstención (del senador Rodolfo Stange).
El 17 de septiembre de 2005, en una ceremonia especial, fue promulgado el Decreto Supremo por el cual se fijó el texto refundido, coordinado y sistematizado de la Constitución, que incorporaba dichas reformas. Dicha ceremonia fue encabezada por el presidente Ricardo Lagos, cuya firma del texto constitucional pasó a reemplazar la de Augusto Pinochet.

"Este es un día muy grande para Chile. Tenemos razones para celebrar. Tenemos hoy por fin una Constitución democrática, acorde con el espíritu de Chile, del alma permanente de Chile, es nuestro mejor homenaje a la independencia, a las glorias patrias, a la gloria y a la fuerza de nuestro entendimiento nacional, Chilenos y Chilenas hoy despunta la primavera"
Ricardo Lagos, 17 de Septiembre de 2005.

### Primer intento de sustitución
- Wikisource contiene obras originales de Proyecto para modificar la Constitución Política de la República de Chile presentado en 2018.

El 28 de abril de 2015, la presidenta Michelle Bachelet anunció que en septiembre del mismo año iniciaría un proceso constituyente para la redacción, discusión y eventual aprobación de un proyecto de nueva constitución, que podría reemplazar a la Constitución de 1980.

"Propondremos al actual Congreso que habilite al próximo para que sea él quien decida, de entre cuatro alternativas, el mecanismo de discusión del proyecto enviado por el Gobierno y las formas de aprobación de la nueva Constitución.

La primera alternativa es formar una Comisión Bicameral de Senadores y Diputados; la segunda, formar una Convención Constituyente mixta de parlamentarios y ciudadanos; la tercera es la convocatoria a una Asamblea Constituyente.  También propondremos una cuarta alternativa, en la que el Congreso pueda convocar a un plebiscito, para que sea la ciudadanía la que decida entre las anteriores alternativas.

Propondremos que esa decisión pueda tomarla el Congreso por una razonable mayoría de tres quintos."
Michelle Bachelet, 13 de Octubre de 2015.

El 13 de octubre de 2015, mediante una cadena nacional, la presidenta Bachelet anunció las fases del proceso, que comenzaría con instancias de educación cívica y constitucional, seguido luego por diálogos ciudadanos, posteriormente, durante el segundo semestre de 2016, la entrega de unas bases ciudadanas para la nueva constitución y el envío de un proyecto de reforma constitucional para establecer un procedimiento de reemplazo constituyente, debiendo el Congreso Nacional elegir entre cuatro mecanismos alternativos. La propuesta de nueva constitución sería presentada durante el segundo semestre de 2017. Finalmente, la presidenta Bachelet presentó ante el Congreso Nacional, el 6 de marzo de 2018, es decir, a cinco días antes del término de su mandato, un proyecto de reforma constitucional para modificar la Constitución Política de la República.
Tras terminar su periodo presidencial, Bachelet reconoció que «no logramos concluir a cabalidad el proceso constituyente».

### Segundo intento de sustitución
- Wikisource contiene obras originales de Acuerdo por la paz social y la nueva constitución.

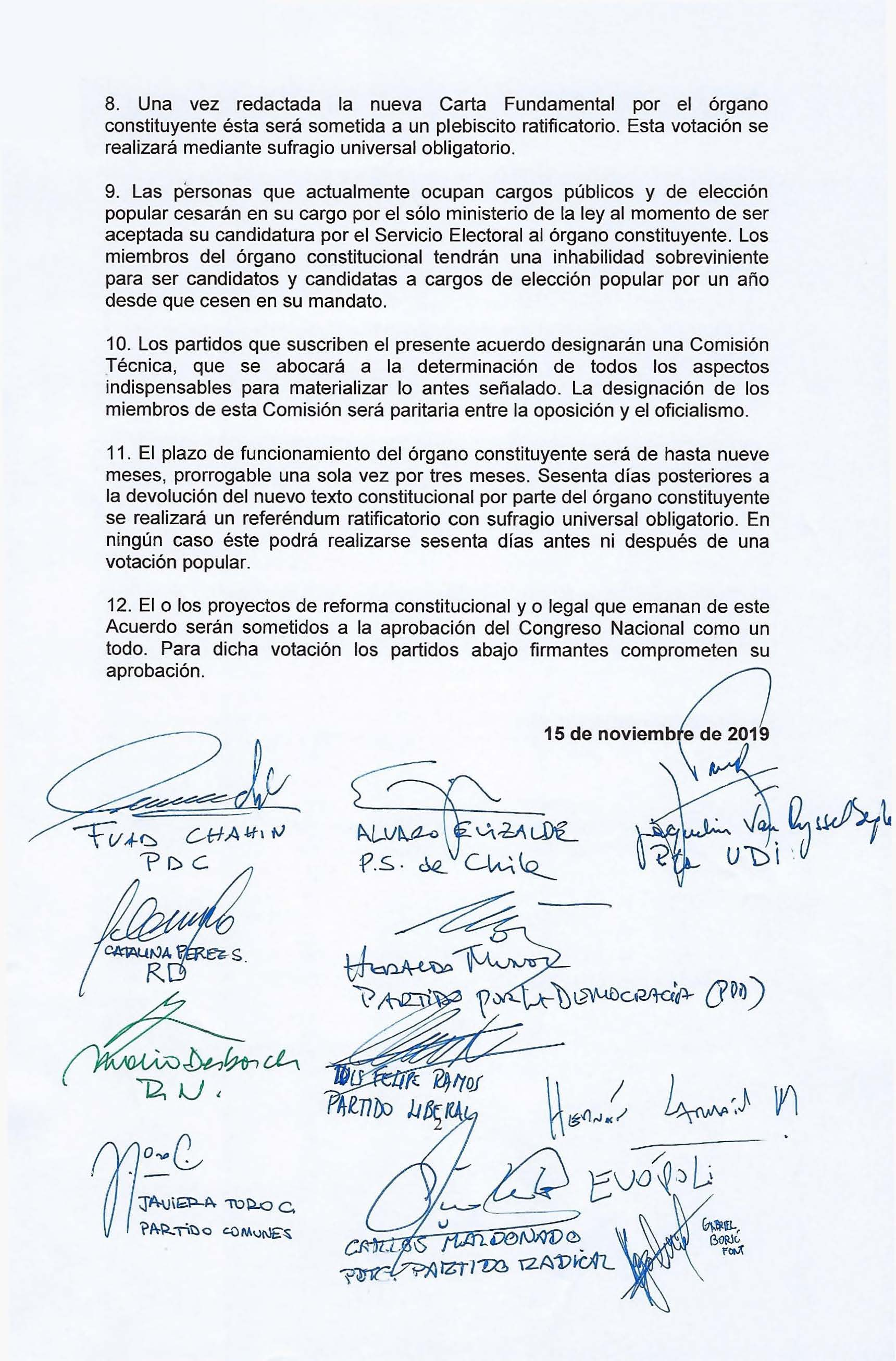
Firmas de los Presidentes de los partidos políticos en el acuerdo del mecanismo de sustitución de la Constitución de 1980.

El tema de la redacción de una nueva Constitución (y en particular, una escrita por una asamblea constituyente) apareció con fuerza durante el Estallido social, algunos incluso han identificado el rol subsidiario del Estado Chileno (Incluido en la Constitución de 1980) como una de las causas del Estallido Social y como un obstáculo para la implementación de políticas públicas más agresivas por parte de los gobiernos posteriores a la dictadura militar.Varios líderes sociales, analistas y políticos, incluyendo al presidente del Senado y al vocero de la Corte Suprema,mencionaron la necesidad de crear una nueva Constitución que permitiera canalizar las demandas sociales.Ante la presión, incluso de miembros del oficialismo, Piñera se abrió a la posibilidad de realizar reformas estructurales al texto constitucional, aunque sin entrar en detalles de la magnitud de dichos cambios ni del mecanismo para realizarlo.

Muy buenas noches, queremos agradecerle a todos su presencia en esta noche que es histórica para chile, para la democracia.

Comienzo agradeciendo a todos los chilenos que durante estos 28 días han trasmitido un mensaje muy profundo a las instituciones, al país, a la democracia, a la política, de la cual nos hacemos cargo hoy día con una respuesta [...] que piensa en chile y asume su responsabilidad de muchas de las injusticias y abusos señalados por la ciudadanía.
Esto busca una salida pacífica y democrática a la crisis, de construir un verdadero contrato social y eso es posible gracias a la ciudadanía movilizada
Esto es una victoria de todo el país, donde ofrecemos por primera vez una constitución 100% democrática.
Jaime Quintana, previo a la lectura al acuerdo parlamentario, 15 de noviembre de 2019

Finalmente, el 15 de noviembre de 2019 se alcanzó un acuerdo político, suscrito por parlamentarios del oficialismo y representantes de partidos de oposición, para generar una nueva constitución, a base de reformular la actual constitución, que no contempla mecanismo de sustitución, para habilitar un proceso constituyente, vía Ley 21196 se reformó el capítulo XV, iniciando la creación de un nuevo texto, el cual se iniciaría con un plebiscito de entrada, a desarrollarse en abril de 2020 (posteriormente cambiado a octubre del mismo año), para resolver dos preguntas: «¿Quiere usted una nueva Constitución?» (Apruebo o Rechazo) y «¿Qué tipo de órgano debiera redactar la nueva Constitución?» (Convención Mixta Constitucional o Convención Constitucional).
La Convención Constitucional funcionó durante un año y tenía por único objeto redactar la nueva constitución. Una vez redactada la nueva constitución, esta fue sometida a un plebiscito ratificatorio,en el cual se rechazó su reemplazo.

### Tercer intento de sustitución
- Wikisource contiene obras originales de Acuerdo por Chile.

Al día siguiente del plebiscito que rechazó la propuesta constitucional, el presidente de la República, Gabriel Boric, se reunió con los presidentes del Senado y la Cámara de Diputadas y Diputados con el objetivo de generar en el Congreso Nacional «un diálogo que permita establecer un camino institucional para avanzar en el proceso constituyente».El 6 de septiembre, el presidente Boric se reunió con los presidentes de los partidos políticos del oficialismo y la oposición para definir las acciones a seguir para continuar el proceso constituyente. Al día siguiente, se reunieron en el Senado a los presidentes de partidos políticos y los jefes de bancadas parlamentarias de éstos para iniciar las conversaciones sobre reformas constitucionales para dar continuidad al proceso, que esencialmente fue unificar y reducir los quórums de reforma constitucional a 4/7 y de las Leyes Orgánicas Constitucionales a mayoría absoluta.
El 12 de septiembre se reunieron en el palacio del ex Congreso Nacional en Santiago representantes de la Cámara de Diputadas y Diputados y del Senado; se acordó elegir una nueva Convención que estará acompañada por un comité de expertos y se realizará un plebiscito de salida para ratificar o rechazar el nuevo texto propuesto que será con voto obligatorio, El 17 de enero de 2023 fue publicada la reforma constitucional que establece el nuevo procedimiento para elaborar una nueva Constitución.se determinó la creación del Consejo Constitucional, compuesto por 50 miembros electos por votación popular, los cuales fueron acompañados durante parte del proceso por una Comisión Experta de 24 integrantes designados por el Congreso Nacional y que redactaron el anteproyecto constitucional; también acompañó un Comité Técnico de Admisibilidad. Tras el término del trabajo del Consejo, el texto final fue sometido a un plebiscito el 17 de diciembre de 2023, donde ganó la opción "En Contra" y por ende, continúa la Constitución vigente. 

## Contenido
La Constitución de 1980 está articulada en torno a quince capítulos:

### Bases de la Institucionalidad
El capítulo I (artículos 1.º a 9.º), llamado Bases de la Institucionalidad, contiene una serie de principios elementales de un Estado de derecho. Este capítulo resume la filosofía política de la Constitución. Así, establece que las personas nacen libres e iguales en dignidad y derechos y reconoce la importancia de la familia y del respeto a los derechos fundamentales. Contiene diversos principios inspiradores de la organización política del Estado: soberanía nacional, democracia representativa, forma unitaria, tendencia a la descentralización, etc. El valor jurídico de la Constitución es regulado por ella misma: se trata de una norma, por consiguiente su observancia es obligatoria para toda persona, institución o grupo, y evidentemente también para todos los órganos del Estado. El principio de respeto al Estado de derecho se completa mediante los principios de legalidad, o juridicidad en la jerga de algunos académicos, y de responsabilidad del Estado.

### Nacionalidad y ciudadanía
El capítulo II (arts. 10 a 18), Nacionalidad y ciudadanía, comprende las reglas tradicionales chilenas sobre la nacionalidad. Reconoce la nacionalidad chilena en las distintas formas en que esta se obtiene —ya sea ius sanguinis, ius solis, por carta de nacionalización o por gracia (ley)—. Asimismo establece las causas de pérdida de la nacionalidad, otorga la posibilidad de recurrir ante la Corte Suprema frente a resolución administrativa considerada arbitraria, que prive o desconozca la nacionalidad chilena. También establece las reglas básicas de la ciudadanía, el derecho a sufragio y la forma de elección.

### Derechos y deberes constitucionales
El capítulo III (arts. 19 a 23) posee una densidad normativa importante. Se refiere a los derechos y deberes constitucionales. El artículo 19.º, extensa enunciación de los derechos fundamentales reconocidos en Chile, conserva tradiciones ancestrales de la cultura jurídica chilena, la trilogía de valores hispánicos: honra, vida y hacienda, por ejemplo, actualizándolas conforme a las orientaciones actuales del constitucionalismo moderno. Entre los derechos fundamentales reconocidos se cuentan el derecho a la vida, la igualdad ante la ley, la igualdad en la protección de la ley, a la honra, a la libertad de conciencia, a la libertad de expresión, de asociación, el derecho a la propiedad, y un largo etcétera. Ciertamente, los derechos humanos de carácter social son los menos desarrollados en este texto, aunque contiene algunos esbozos al respecto. Esta enumeración se cierra por la garantía de que el legislador no podrá dictar leyes que afecten el núcleo fundamental o la esencia de estos derechos.
Además, la Constitución ha instituido el recurso de protección, mecanismo procesal que permite hacer efectivas ciertas garantías constitucionales frente a actos arbitrarios o ilegales. Esta es una gran innovación que ha permitido dar vida a las normas constitucionales y vigorizar el fenómeno llamado de «constitucionalización» del derecho civil.

### Gobierno
El capítulo IV (arts. 24 a 45) establece como cabeza del Estado y del Gobierno al Presidente de la República. Define las formas de elección de este y los requisitos para desempeñar el cargo, establece las atribuciones del Presidente de la República, las normas relativas a los Ministros de Estado, su nombramiento y requisitos para desempeñar el cargo, da la norma básica sobre las bases de la Administración del Estado y define los Estados de Excepción Constitucional.

### Congreso Nacional
El capítulo V (arts. 46 a 75) establece un Congreso Nacional bicameral, con un Senado y una Cámara de Diputados, estableciendo la forma de elección de los miembros de los mismos y sus números, los requisitos e inhabilidades para desempeñar el cargo, las atribuciones exclusivas de cada rama y del congreso en su conjunto, el funcionamiento del congreso, las materias de ley y la formación de las mismas.

### Poder Judicial
El capítulo VI (arts. 73 a 80) establece las bases del Poder Judicial.
Está constituido por los tribunales subordinados a la Corte Suprema, establecidos por la ley, a los cuales les corresponde el conocimiento, resolución y fallo de todos los asuntos judiciales que se promueven dentro del territorio de la República de Chile.

### Ministerio Público
El capítulo VII (arts. 83 a 91) establece las bases del Ministerio Público, las formas y modos de operar de este organismo, la designación o elección de sus miembros y las atribuciones de los mismos.

### Tribunal Constitucional
El capítulo VIII (arts. 92 a 94) establece un Tribunal Constitucional, definiendo la forma en la cual serán designados los miembros del mismo, las atribuciones del Tribunal y la fuerza de sus resoluciones.

### Servicio Electoral y Justicia Electoral
El capítulo IX (arts. 94 bis a 97) establece las normas fundamentales del Servicio Electoral y la Justicia Electoral.

### Contraloría General de la República
El capítulo X (arts. 98 a 100) establece la Contraloría General de la República, dotada de autonomía, establece la forma de designar a los miembros de este organismo y los procedimientos en los cuales opera el mismo.

### Fuerzas Armadas, de Orden y Seguridad Pública
El capítulo XI (arts. 101 a 105) establece la forma de operar de las instituciones armadas y policiales, sus normas fundamentales, el ascenso de sus miembros y la designación de los comandantes en jefe de las distintas ramas de las FF.AA. y de Orden.

### Consejo de Seguridad Nacional
El capítulo XII (arts. 106 a 107) establece un Consejo de Seguridad Nacional, formado por los miembros que la Constitución señala, para asesorar al Gobierno en materias de su incumbencia.

### Banco Central
El capítulo XIII (arts. 108 a 109) establece normas fundamentales para este órgano autónomo y técnico.

### Gobierno y Administración Interior del Estado
El capítulo XIV (art. 110 a 126 bis) establece las bases del gobierno y la administración del Estado a nivel regional y provincial y de la administración comunal, la forma y modo de operar de las autoridades de dichos entes y sus atribuciones. Reconoce como territorios especiales a la Isla de Pascua y al Archipiélago Juan Fernández.

### Reforma de la Constitución y del procedimiento para elaborar una nueva Constitución de la República
El capítulo XV (arts. 127 a 143) establece la forma, los quórums y modos de reformar los diferentes capítulos de la Constitución Política de la República.
Los proyectos de reforma de la Constitución pueden ser iniciados por mensaje del presidente de la República o por moción de cualquiera de los miembros del Congreso Nacional. 
Un proyecto de reforma necesita ser aprobado en cada Cámara con el voto conforme de las cuatro séptimas partes de los diputados y senadores en ejercicio.
En lo no previsto en este Capítulo, resultan aplicables a la tramitación de los proyectos de reforma constitucional las normas sobre formación de la ley.
Si bien en su concepción original, no se establecía un mecanismo para reemplazar el texto, a partir del Acuerdo Político generado por la crisis sociopolítica se reformó el Capítulo a finales de 2019 para establecer el procedimiento para nueva Constitución, así como la posibilidad de convocar a plebiscito para iniciar un Proceso constituyente contemplado entre los artículos 130 a 143, a posterior del rechazo del texto propuesto por dicho procedimiento, se reformó el capítulo a inicio de 2023, para establecer un nuevo procedimiento de redaccion de una nueva Constitución contemplado entre los artículos 144 a 161

## Reformas constitucionales

### 1989: reformas previo a la transición a la democracia
- Ley 18825, del 17 de agosto de 1989, producto de un proyecto de acuerdo entre la Junta Militar, la coalición Concertación de Partidos por la Democracia y los partidos de derecha previo al retorno a la democracia. Este paquete de 54 reformas fue aprobado por la ciudadanía en un plebiscito nacional realizado el 30 de julio del mismo año. Las reformas más importantes fueron las siguientes:[8]
  - Se estableció que es deber de los órganos del Estado respetar y promover tales derechos, garantizados por esta Constitución, así como por los tratados internacionales ratificados por Chile y que se encuentren vigentes.
  - Se eliminó la facultad de exiliar y se mantuvo la vigencia de los recursos de amparo y protección durante los estados de excepción.
  - Se eliminó el art. 8° que proscribía a grupos o partidos de carácter totalitario o fundados en la lucha de clases.
  - Se eliminó el requisito de que las nóminas de militantes de los partidos políticos fuesen públicas, quedando el registro en manos del Servicio Electoral (Servel) en el que guardará su reserva accesible a los militantes del partido respectivo y su contabilidad pública.
  - Se eliminó la incompatibilidad entre dirigencia gremial y militancia política (aunque se estableció la incompatibilidad a nivel de dirigencia política nacional y regional).
  - Se equilibró la presencia militar y civil en el Consejo de Seguridad Nacional (Cosena).
  - Se eliminó la facultad presidencial de disolver la Cámara de Diputados.
  - Se eliminó el requisito de que las reformas constitucionales fuesen aprobadas por dos Congresos consecutivos, se redujo el quórum de las Leyes Orgánicas de 3/5 a 4/7 pero se aumentó el cuórum de ciertos capítulos de 3/5 a 2/3.[62]

### 1990-1994: gobierno de Patricio Aylwin
- Ley 19055, del 1 de abril de 1991, que modificó algunos preceptos relativos a las conductas terroristas.[9]
- Ley 19097, del 12 de noviembre de 1991, que introdujo cambios sobre el gobierno y administración regional y provincial y a la administración comuna.[10]
- Ley 19295, del 4 de marzo de 1994, que redujo el mandato presidencial original de 8 a 6 años.[11]

### 1994-2000: gobierno de Eduardo Frei Ruiz-Tagle
- Ley 19448, del 20 de febrero de 1996, que introdujo la disposición trigesimaquinta transitoria, que postergaba al 27 de octubre de ese año las elecciones municipales y al 6 de diciembre la instalación de los concejos municipales que resultaren elegidos en los respectivos comicios.[12]
- Ley 19519, del 16 de septiembre de 1997, que incorporó el capítulo VI-A sobre el Ministerio Público y otras modificaciones relativas a la reforma procesal penal.[13]
- Ley 19526, del 17 de noviembre de 1997, que modificó algunas normas sobre organización y atribuciones de las municipalidades.[14]
- Ley 19541, del 22 de diciembre de 1997, que introdujo cambios en el número y forma de nombramiento de los ministros de la Corte Suprema y otros miembros del Poder Judicial.[15]
- Ley 19597, del 14 de enero de 1999, que estableció como trámite obligado, para la modificación de la ley orgánica constitucional sobre organización y atribuciones de los tribunales, el oír previamente a la Corte Suprema.[16]
- Ley 19611, del 16 de junio de 1999, que modificó los artículos 1.º y 19.º, en el sentido de sustituir la expresión «los hombres» por «las personas», con el objetivo de reforzar el principio de igualdad ante la ley de hombres y mujeres.[17]
- Ley 19634, del 2 de octubre de 1999, que incorporó la obligación del Estado de promover la educación parvularia.[18]
- Ley 19643, del 5 de noviembre de 1999, que modificó las disposiciones sobre la elección presidencial (segunda vuelta) y la integración del Tribunal Calificador de Elecciones (Tricel).[19]

### 2000-2006: gobierno de Ricardo Lagos
- Ley 19671, del 29 de abril de 2000, que reformó una norma sobre el mecanismo de reforma constitucional.[20]
- Ley 19672, del 28 de abril de 2000, que creó el estatuto de «expresidente de la República».[21]
- Ley 19742, del 25 de agosto de 2001, que reemplazó el sistema de censura por uno de calificación cinematográfica e incorporó la libertad de crear y difundir las artes en la disposición sobre el derecho de autor.[22]
- Ley 19876, del 22 de mayo de 2003, que estableció la obligatoriedad de la educación secundaria y el deber del Estado de proporcionar un sistema gratuito con tal objeto, hasta los 21 años.[23]
- Ley 20050, del 26 de agosto de 2005, que incluye 58 modificaciones, siendo las principales y más significativas las siguientes:[24]
  - Eliminación de los senadores designados y vitalicios: Hasta 2006, el Senado estuvo compuesto por 38 senadores elegidos por votación popular más 9 senadores designados, correspondientes a exmiembros de varios órganos del Estado, incluyendo senadores representantes de cada una de las tres ramas de las Fuerzas Armadas y Carabineros de Chile. Además, se establecía la existencia de senadores vitalicios, correspondientes a los expresidentes de la República (Augusto Pinochet asumió en 1998 y renunció en 2001, y Eduardo Frei Ruiz-Tagle ocupó su asiento entre 2000 y 2006).
  - Reducción y cambio del mandato presidencial: El presidente con mandato a partir del 11 de marzo de 2006 solo desempeñará el cargo durante 4 años, no 6 como antes de esta reforma. Deberá tener 35 años y no 40, los ministros tienen más poder y presidencia más vigilancia por parte de la Cámara de Diputados además de modificar el mecanismo de sucesión presidencial, se fortalece un gobierno abierto y pluralista
  - Nuevos Derechos y Deberes: Introduce el Deber de Probidad de los funcionarios públicos, Establece la honra personal y familiar como un derecho y Fortalece el debido proceso. Reformula los estados de excepción constitucional para que impacten menos en el ejercicio de los derechos
  - Modificación a la Contraloría y el Tribunal Constitucional: Modifica su composición, su designación y sus funciones como órganos independientes
  - Facultad de remoción de los Comandantes en Jefe: El presidente adquirió la atribución de remover a los comandantes en jefe de las Fuerzas Armadas y al general director de Carabineros, debiendo solo informar de su decisión al Congreso, una facultad que tradicionalmente gozaba el presidente. Antes, la única forma de hacerlo era a través del voto conforme de la mayoría de los miembros del Consejo de Seguridad Nacional (el presidente Eduardo Frei Ruiz-Tagle recibió un categórico «yo no renuncio» del general director de Carabineros Rodolfo Stange durante las investigaciones del llamado «caso Degollados»,[63] mientras que Ricardo Lagos debió negociar con el comandante en jefe de la Fuerza Aérea Patricio Ríos, luego de que se descubriera la protección de este a algunos violadores de los derechos humanos).
  - Modificación del Consejo de Seguridad Nacional: El Cosena será un organismo asesor del presidente de la República y solo podrá ser convocado por este. Anteriormente, este tenía atribuciones de hacer presente a otras instituciones del Estado asuntos que, a su juicio, atentaban contra las bases de la institucionalidad o la seguridad nacional y podía ser convocado por cualquiera de sus miembros (en 1993, fue convocado por el presidente de la Corte Suprema durante la acusación constitucional del ministro Hernán Cereceda, mientras que entre 1998 y 2000 fue convocado por los jefes castrenses por los procesamientos al general Pinochet).
  - Nacionalidad y Ciudadanía: Se elimina el requisito de avecindamiento en el país por un año como medio de adquisición de la nacionalidad chilena para hijos de chilenos nacidos en el extranjero, bastando ahora ser hijo de chileno, sin importar el lugar de nacimiento, para adquirirla. Esto reafirma la obtención de nacionalidad por ius sanguinis, Sanciona con la pérdida de la ciudadanía la condena por narcotráfico.
  - Modificación al sistema de reemplazos de parlamentarios: En caso de renuncia, incapacidad o fallecimiento de un senador o diputado, el reemplazo debe ser definido por la directiva del partido al que pertenecía el parlamentario al momento de ser electo. Anteriormente, lo reemplazaba el ciudadano que haya sido su compañero de lista, según la lógica del sistema binominal. Aquella regla generaba roces entre partidos de una misma coalición, pues en algunos casos asumían parlamentarios que habían sacado muy baja votación y alteraba las mayorías de cada partido.
  - Fortalecimiento a la Descentralización y Eliminación de la referencia explícita a la existencia de trece regiones: Robustece la regionalización, establece la igualdad entre ellas y solidaridad entre ellas y elimina su referencia numérica, esto fue el paso previo a la creación de las regiones de Los Ríos y de Arica y Parinacota.

### 2006-2010: primer gobierno de Michelle Bachelet
- Ley 20162, del 16 de febrero de 2007, que estableció la obligación del Estado de financiar el segundo nivel de transición en la educación parvularia, sin que constituya requisito obligatorio para la educación básica.[64]
- Ley 20193, del 30 de julio de 2007, que creó los «territorios especiales» de isla de Pascua y archipiélago de Juan Fernández.[65]
- Ley 20245, del 10 de enero de 2008, que autorizó la fijación de fechas diferentes para la entrada en vigencia de los sistemas de enjuiciamiento en las diversas regiones del país.[66]
- Ley 20337, del 4 de abril de 2009, que estableció el sufragio como un derecho de los ciudadanos y su inscripción automática en los registros electorales.[67]
- Ley 20346, del 14 de mayo de 2009, sobre asociacionismo municipal.[68]
- Ley 20352, del 30 de mayo de 2009, que autorizó al Estado de Chile para reconocer el Estatuto de Roma, que crea la Corte Penal Internacional.[69]
- Ley 20354, del 12 de junio de 2009, que modificó la fecha de elección del presidente de la República.[70]
- Ley 20390, del 28 de octubre de 2009, que estableció la reforma constitucional sobre gobierno y administración regional.[71]
- Ley 20414, del 4 de enero de 2010, que reformó la constitución en materia de transparencia, modernización del Estado y calidad de la política.[72]

### 2010-2014: primer gobierno de Sebastián Piñera
- Ley 20503, del 27 de abril de 2011, que encargó a una ley señalar el ministerio u órgano encargado de la supervigilancia y control de las armas.[73]
- Ley 20515, del 28 de junio de 2011, que adelantó la fecha de las elecciones presidenciales al mes de noviembre (primera vuelta) y diciembre (segunda vuelta).[74]
- Ley 20516, del 24 de junio de 2011, que estableció la obligación del Estado de proporcionar asistencia jurídica a personas que hayan sido víctimas de delitos y no tengan recursos para procurárselo por sí mismas, además de establecer como irrenunciable el derecho de los imputados a tener defensa proporcionada por el Estado en caso de no tener uno escogido con anterioridad.[75]
- Ley 20573, del 6 de marzo de 2012, sobre la regulación del ejercicio, en los territorios especiales de isla de Pascua y del archipiélago de Juan Fernández, de los derechos a residir, permanecer y trasladarse hacia y desde cualquier lugar de la República.[76]
- Ley 20644, del 15 de diciembre de 2012, que establece un mecanismo transitorio para la elección de los consejeros regionales.[77]
- Ley 20710, del 11 de diciembre de 2013, que establece la obligatoriedad del segundo nivel de transición y crea un sistema de financiamiento gratuito desde el nivel medio menor.[78]
- Ley 20725, del 15 de febrero de 2014, en materia de integración de la Cámara de Diputados, eliminando de la constitución el guarismo de 120 diputados,[79] paso previo a la reforma al sistema electoral binominal.
- Ley 20748, del 3 de mayo de 2014, que regula el ejercicio del sufragio de los ciudadanos que se encuentran fuera del país.[80]

### 2014-2018: segundo gobierno de Michelle Bachelet
- Ley 20854, del 21 de julio de 2015, que establece la obligación del presidente del Senado y el presidente de la Cámara de Diputados de rendir una cuenta pública anual.[81]
- Ley 20860, del 20 de octubre de 2015, que otorga autonomía constitucional al Servicio Electoral.[82]
- Ley 20870, del 16 de noviembre de 2015, que establece la cesación en los cargos de parlamentario, alcalde, consejero regional y concejal, por infracción grave a las normas sobre transparencia, límites y control del gasto electoral.[83]
- Ley 20990, del 5 de enero de 2017, que dispone la elección popular del órgano ejecutivo de los Gobiernos Regionales, creando para tal efecto las figuras del gobernador regional y de los delegados presidenciales regionales y delegados presidenciales provinciales, en reemplazo de los presidentes de los consejos regionales, los intendentes regionales y los gobernadores provinciales.[84]
- Ley 21011, del 4 de mayo de 2017, que traslada la fecha de la cuenta pública del presidente de la República ante el Congreso Pleno del 21 de mayo al 1 de junio.[85]

### 2018-2022: segundo gobierno de Sebastián Piñera
- Ley 21096, del 16 de junio de 2018, que consagra el derecho a protección de los datos personales.[86]
- Ley 21200, del 24 de diciembre de 2019, que modifica el capítulo XV, habilitando un mecanismo para iniciar el proceso para elaborar una nueva Constitución, bajo las siguientes premisas:[87]
  - Habilita al presidente de la República para convocar a plebiscito nacional para el 26 de abril de 2020, en el cual la ciudadanía dispondrá de 2 cédulas electorales. La primera contendrá la pregunta «¿Quiere usted una Nueva Constitución?», con las opciones «Apruebo» o «Rechazo», y la segunda contendrá la pregunta «¿Qué tipo de órgano debiera redactar la Nueva Constitución?», con las opciones «Convención Mixta Constitucional» (compuesta por partes iguales de integrantes elegidos por la ciudadanía, y miembros del Congreso Nacional) y «Convención Constitucional» (compuesta por integrantes elegidos exclusivamente por la ciudadanía).
  - Reglamenta la propaganda electoral referida al plebiscito nacional de 2020: Los canales de televisión de libre recepción deberán destinar gratuitamente treinta minutos diarios de sus transmisiones a propaganda electoral sobre este plebiscito, debiendo dar expresión a las dos opciones contempladas en cada cédula, conforme a un acuerdo que adoptará el Consejo Nacional de Televisión y que será publicado en el Diario Oficial dentro del plazo de treinta días contado desde la publicación de la convocatoria al plebiscito nacional, respetando una estricta igualdad de promoción de las opciones plebiscitadas.
  - Regula las dos alternativas de órgano encargado de redactar la nueva constitución: 
    - Convención Mixta Constitucional, integrada por 86 parlamentarios elegidos en congreso pleno y 86 ciudadanos electos especialmente para estos efectos.
    - Convención Constitucional: integrada por 155 ciudadanos electos únicamente para redactar la nueva constitución, para ello se considerarán los distritos electorales establecidos en la Ley 18.700.

  - Determina el plazo de redacción y aprobación de la nueva constitución por la Convención en 9 meses, prorrogables por 3 más.
  - Fija el cuórum para aprobar las normas la nueva constitución en 2/3 de los miembros en ejercicio de la Convención.
  - Establece un plebiscito ratificatorio para que la ciudadanía apruebe o rechace la propuesta de texto constitucional aprobada por la Convención, con voto obligatorio. 
    - En caso de ser aprobada la propuesta de texto constitucional en el plebiscito, dispone que el presidente de la República deberá convocar al Congreso Pleno para que, en un acto público y solemne, se promulgue y se jure o prometa respetar y acatar la Nueva Constitución Política de la República. Asimismo, deberá imprimirse y repartirse gratuitamente a todos los establecimientos educacionales, públicos o privados; bibliotecas municipales, universidades y órganos del Estado, y los jueces y magistrados de los tribunales superiores de justicia deberán recibir un ejemplar de la Constitución.
    - Si la propuesta de texto constitucional fuere rechazada, continuará vigente la Constitución Política de la República de 1980.
- Ley 21216, del 24 de marzo de 2020, que permite la conformación de pactos electorales de independientes y garantiza la paridad de género en las elecciones de convencionales constituyentes.[88]
- Ley 21219, del 26 de marzo de 2020, que habilitó a los parlamentarios para sesionar de manera telemática por el plazo de un año debido a la pandemia de COVID-19.[89]
- Ley 21221, del 27 de marzo de 2020, que modifica la fecha de convocatoria a plebiscito del proceso para elaborar una nueva constitución, extiende el periodo alcaldicio, modifica la fecha de convocatoria a elecciones primarias municipales y municipales, autoriza el uso del voto telemático para votaciones del Congreso Nacional de Chile debido a la pandemia de COVID-19, establece la igualdad de representatividad en el Órgano Constituyente entre el sexo masculino y femenino y algunas normas relativas a los independientes.[90][91]
- Ley 21233, del 28 de mayo de 2020, que rebaja los salarios de autoridades y funcionarios de exclusiva confianza y fija una institución para designar sus dietas.[92]
- Ley 21237, del 30 de mayo de 2020, que establece disposiciones transitorias para que el congreso pueda funcionar parcial o totalmente telemáticamente, además de modificar la cuenta pública del año 2020 al día 31 de julio, en el marco de la pandemia de COVID-19.[93][94]
- Ley 21238, del 8 de julio de 2020, que limita la reelección de los senadores, diputados, alcaldes y concejales.[95]
- Ley 21248, del 30 de julio de 2020, que modifica el sistema de AFP autorizando el retiro del 10% del saldo de las cuentas individuales, con un monto máximo de 150 unidades de fomento (UF) y un mínimo de 35 UF o en caso de menos de 35 UF, la totalidad de los fondos, como medida ante la recesión económica debido a la pandemia de COVID-19 hasta el 30 de julio de 2021.[96][97]
- Ley 21253, del 20 de agosto de 2020, que faculta al Banco Central a comprar por un período determinado y vender, instrumentos de deuda emitidos por el Fisco de Chile en el mercado secundario, ante situaciones especiales.[98]
- Ley 21257, del 27 de agosto de 2020, que faculta al Servicio Electoral poderes especiales hasta 2021 en cuanto a horarios especiales para votar, el horario del funcionamiento electoral, el aforo máximo y el número de vocales y apoderados máximos en el contexto de la pandemia de COVID-19.[99][100]
- Ley 21261, del 26 de agosto de 2020, que regula el financiamiento y propaganda de las campañas para el plebiscito constituyente.[101]
- Ley 21296, del 10 de diciembre de 2020, que reduce y facilita los requerimientos de inscripción de independientes para el proceso para elaborar una nueva constitución.[102]
- Ley 21298, del 23 de diciembre de 2020, que reserva escaños a representantes de los pueblos indígenas en la Convención Constitucional, y promueve la participación de personas con discapacidad en las elecciones de convencionales constituyentes.[103]
- Ley 21315, del 6 de marzo de 2021, que otorga tiempo en la franja electoral de propaganda televisiva a las candidaturas independientes para las elecciones de convencionales constituyentes.[104]
- Ley 21317, del 17 de marzo de 2021, que amplía a dos días las elecciones de convencionales constituyentes, gobernadores regionales, alcaldes y concejales, y subsana errores en inscripción de candidatos.[105]
- Ley 21318, del 27 de marzo de 2021, que amplía en un año más el plazo en que los parlamentarios pueden sesionar de manera telemática debido a la pandemia de COVID-19.[106]
- Ley 21324, del 7 de abril de 2021, que postergó en un mes las elecciones municipales, de gobernadores regionales y de convencionales constituyentes.[107]
- Ley 21330, del 28 de abril de 2021, que permite un tercer retiro excepcional de fondos de pensiones y un anticipo de las rentas vitalicias.[108]
- Ley 21383, del 25 de octubre de 2021, que establece el desarrollo científico y tecnológico al servicio de las personas.[109]
- Ley 21432, del 11 de marzo de 2022, que permite la renuncia de convencionales constituyentes cuando hechos graves afecten severamente su desempeño o pongan en riesgo el funcionamiento de la Convención Constitucional.[110]

### Desde 2022: gobierno de Gabriel Boric
- Ley 21448, del 25 de abril de 2022, que asigna el lugar de votación más cercano al domicilio del elector para el plebiscito constitucional del 4 de septiembre de 2022.[111]
- Ley 21481, del 23 de agosto de 2022, que modifica el cuórums de reformas de la Constitución de 2/3 a 4/7 y de observacion parcial de reformas por parte del presidente de 3/5 a 4/7.[112]
- Ley 21524, del 4 de enero de 2023, que restablece el voto obligatorio en las elecciones populares, con exclusión del voto en el extranjero.[113]
- Ley 21533, del 17 de enero de 2023, que modifica el capítulo XV, habilitando un nuevo mecanismo para iniciar un nuevo proceso para elaborar una nueva Constitución, bajo las siguientes premisas:.[114]
  - Se establece que el nuevo texto a redactar debe respetar e incluir 12 principios:
    - Chile es una República democrática, cuya soberanía reside en el pueblo.
    - El Estado de Chile es unitario y descentralizado.
    - La soberanía tiene como límite la dignidad de la persona humana y los derechos humanos reconocidos en los tratados internacionales ratificados por el Estado de Chile y que se encuentren vigentes. La Constitución consagrará que el terrorismo, en cualquiera de sus formas, es por esencia contrario a los derechos humanos.
    - La Constitución reconoce a los pueblos indígenas como parte de la nación chilena, que es una e indivisible. El Estado respetará y promoverá sus derechos y culturas.
    - Chile es un Estado social y Democrático de Derecho, cuya finalidad es promover el bien común; que reconoce derechos y libertades fundamentales; y que promueve el desarrollo progresivo de los derechos sociales, con sujeción al principio de responsabilidad fiscal; y a través de instituciones estatales y privadas.
    - Los emblemas nacionales de Chile son la bandera, el escudo y el himno nacional.
    - Chile tiene tres poderes separados e independientes entre sí: a) Poder Ejecutivo, con un jefe de Gobierno con iniciativa exclusiva en el gasto público. b) Poder Judicial, con unidad jurisdiccional y con pleno respeto de las sentencias judiciales firmes y ejecutoriadas. c) Poder legislativo bicameral, compuesto por un Senado y una Cámara de Diputados y Diputadas, sin perjuicio de sus atribuciones y competencias en particular.
    - Chile consagra constitucionalmente, entre otros, los siguientes órganos autónomos: Banco Central, justicia electoral, Ministerio Público y Contraloría General de la República.
    - Chile protege y garantiza derechos y libertades fundamentales como el derecho a la vida; la igualdad ante la ley; el derecho de propiedad en sus diversas manifestaciones; la libertad de conciencia y de culto; el interés superior de los niños, niñas y adolescentes; la libertad de enseñanza y el deber preferente de las familias de escoger la educación de sus hijos; entre otros.
    - Chile consagra constitucionalmente con subordinación al poder civil la existencia de las Fuerzas Armadas; y las Fuerzas de Orden y Seguridad, con mención expresa de Carabineros de Chile y Policía de Investigaciones.
    - La Constitución consagra, a lo menos, cuatro estados de excepción constitucional: estado de asamblea, de sitio, de catástrofe y de emergencia.
    - Chile se compromete constitucionalmente al cuidado y la conservación de la naturaleza y su biodiversidad.

  - Se establece una Comisión Experta: Los integrantes de la Comisión Experta designada por el Congreso Nacional serán 24: la mitad de ellos fue designada por la Cámara de Diputadas y Diputados y la otra mitad por el Senado, siendo aprobados en sus respectivas cámaras por cuatro séptimos de los miembros en ejercicio, su rol será elaborar un anteproyecto constitucional a partir del 6 de marzo de 2023 y en un plazo máximo de 3 meses y remitirselo al Consejo Constitucional, finalmente el Consejo Constitucional deberá remitirselo para la armonización del texto final y la redacción de las normas transitorias.
  - Se establece un Comité Técnico de Admisibilidad: Como instancia arbitral y compuesta por 14 juristas que velarán por el cumplimiento de las normas de redaccion, sus integrantes serán elegidos por el Senado a partir de una propuesta formulada por la Cámara de Diputadas y Diputados; en ambos casos el cuórum para su aprobación será de cuatro séptimos.
  - Se establece un Consejo Constitucional: De 50 miembros elegidos mediante votación popular y bajo el sistema electoral que rige al Senado, mediante listas abiertas compuestas por partidos o pactos de partidos, pudiendo incluir también a independientes, existirán también escaños reservados para pueblos originarios, los cuales serán supranumerarios y asignados de manera proporcional a la votación que reciban los candidatos que se presenten bajo dicha modalidad, dicho órgano le generará reformas al texto propuesto por la Comisión de Expertos y se la remitira en un plazo máximo de 5 meses.
  - Para la Comisión Experta y el Consejo Constitucional, las normas o modificaciones se aprueban con 3/5 de los miembros en ejercicio.
  - Establece una Comisión Mixta en caso de discrepancia del texto entre la Comisión Experta y el Consejo Constitucional
  - Se establece la incompatibilidad de los miembros de los diversos órganos y su inhabilidad para las siguientes elecciones.
  - Se establece un plebiscito de ratificación: bajo una cédula electoral que contendrá la siguiente pregunta, “¿Está usted a favor o en contra del texto de Nueva Constitución?”. Bajo la cuestión planteada habrá dos rayas horizontales, una al lado de la otra. La primera de ellas, tendrá en su parte inferior la expresión “A favor”, y la segunda, la expresión “En contra”, a fin de que el elector pueda marcar su preferencia sobre una de las alternativas
    - Si ganará la opción a “A favor”, dentro de los cinco días siguientes, el presidente de la República deberá convocar al Congreso Pleno para que, en un acto público y solemne, se promulgue y se jure o prometa respetar y acatar la nueva Constitución Política de la República y con ello se derogará organicamente la Constitución de 1980
    - Si ganará la opción “En contra”, continuara en vigencia la Constitución de 1980.
- Ley 21535, del 27 de enero de 2023, que modifica el quórums necesarios para la aprobación, modificación o derogación de las leyes orgánicas constitucionales de 4/7 a Mayoría Absoluta.[115]
- Ley 21542, del 3 de febrero de 2023, que permite la protección de infraestructura crítica por parte de las Fuerzas Armadas en caso de peligro grave o inminente.[116]
- Ley 21574, del 4 de mayo de 2023, que establece la paridad de género en el Consejo Constitucional.[117]
- Ley 21626, del 7 de noviembre de 2023, que hace aplicable al plebiscito constitucional de diciembre de 2023 lo dispuesto en el párrafo final del número 3 del inciso quinto del artículo 144.[118]